# Tadarida insignis
Tadarida insignis — вид кажанів родини молосових.

## Середовище проживання
Це широко поширений вид, відомий з Китаю, Японії (рідкісний) і Корейського півострова.

## Стиль життя
Лаштує сідала в печерах.